# Antipater
Antipater sau Antipatros (greacă Ἀντίπατρος Antipatros; n. cca. 400 î.Hr. — d. 319 î.Hr.) a fost un general macedonean, mare susținător ai regilor Filip al II-lea și Alexandru cel Mare. În 320 î.Hr. a devenit regent al întregului imperiu condus de Alexandru.